# 1975-ös wimbledoni teniszbajnokság
Az 1975-ös wimbledoni teniszbajnokság az év harmadik Grand Slam-tornája, a wimbledoni teniszbajnokság 89. kiadása volt, amelyet június 23–július 5. között rendeztek meg. A férfiaknál az amerikai Arthur Ashe, nőknél a szintén amerikai Billie Jean King nyert.

## Döntők

### Férfi egyes
Arthur Ashe –  Jimmy Connors 6–1 6–1 5–7 6–4

### Női egyes
Billie Jean King –  Evonne Goolagong 6–0 6–1

### Férfi páros
Sandy Mayer /  Vitas Gerulaitis –  Colin Dowdeswell /  Allan Stone 7–5 8–6 6–4

### Női páros
Ann Kiyomura /  Kazuko Sawamatsu –  Françoise Durr /  Betty Stöve 7–5 1–6 7–5

### Vegyes páros
Marty Riessen /  Margaret Court –  Allan Stone /  Betty Stöve 6–4 7–5

## Juniorok

### Fiú egyéni
Chris Lewis –  Ricardo Ycaza, 6–1, 6–4

### Lány egyéni
Natalja Csmirjova –  Regina Maršíková, 6–4, 6–3
A junior fiúk és lányok páros versenyét csak 1982-től rendezték meg.